# 장젠화 (1959년)
장젠화(蔣建華(장건화), 1959년 5월 11일 ~ )는 중화인민공화국의 남성 정치인이다.
그는 2008년부터 2013년까지 제11회 중공 공산당 전국인민대표대회 장쑤 성 자치대표위원 직위를 지냈다.